# 新市街道 (广州市)
新市街道，是中华人民共和国广东省广州市白云区下辖的一个街道办事处。
2013年12月19日，广州市人民政府批复同意白云区部分行政区划调整，调整后，新市街道办事处管辖棠涌社区、大埔社区、新街社区、阳光美居社区、松园岭社区、西街社区、紫荆社区、汇侨南社区、汇侨北社区、汇侨东社区、南航新村社区、小坪社区、松柏苑社区。新市街道办事处驻地不变（汇侨新城汇侨中路28号）。

## 行政区划
新市街道下辖以下地区：
棠涌社区、西街社区、汇侨东社区、汇侨南社区、南航新村社区、新街社区、阳光美居社区、松园岭社区、松柏苑社区、汇侨北社区、大埔社区、小坪社区和紫荆社区。